# Rjokan
A rjokan (japánul: 旅館) a tradicionális japán fogadók egy típusát képezi, melyek képviselői országszerte megtalálhatók Japánban, különösen melegvizű források közelében.
Azon túlmenően, hogy olyan helyek, ahol nyugovóra hajthatjuk a fejünk, a rjokanok lehetőséget biztosítanak a japán életmód és vendéglátás megtapasztalására. Olyan elemek, mint a tatami padlózat, a futonágyak, a japán stílusú fürdők, valamint a helyi konyha teszik vonzóvá őket a japán és a külföldi turisták számára egyaránt.

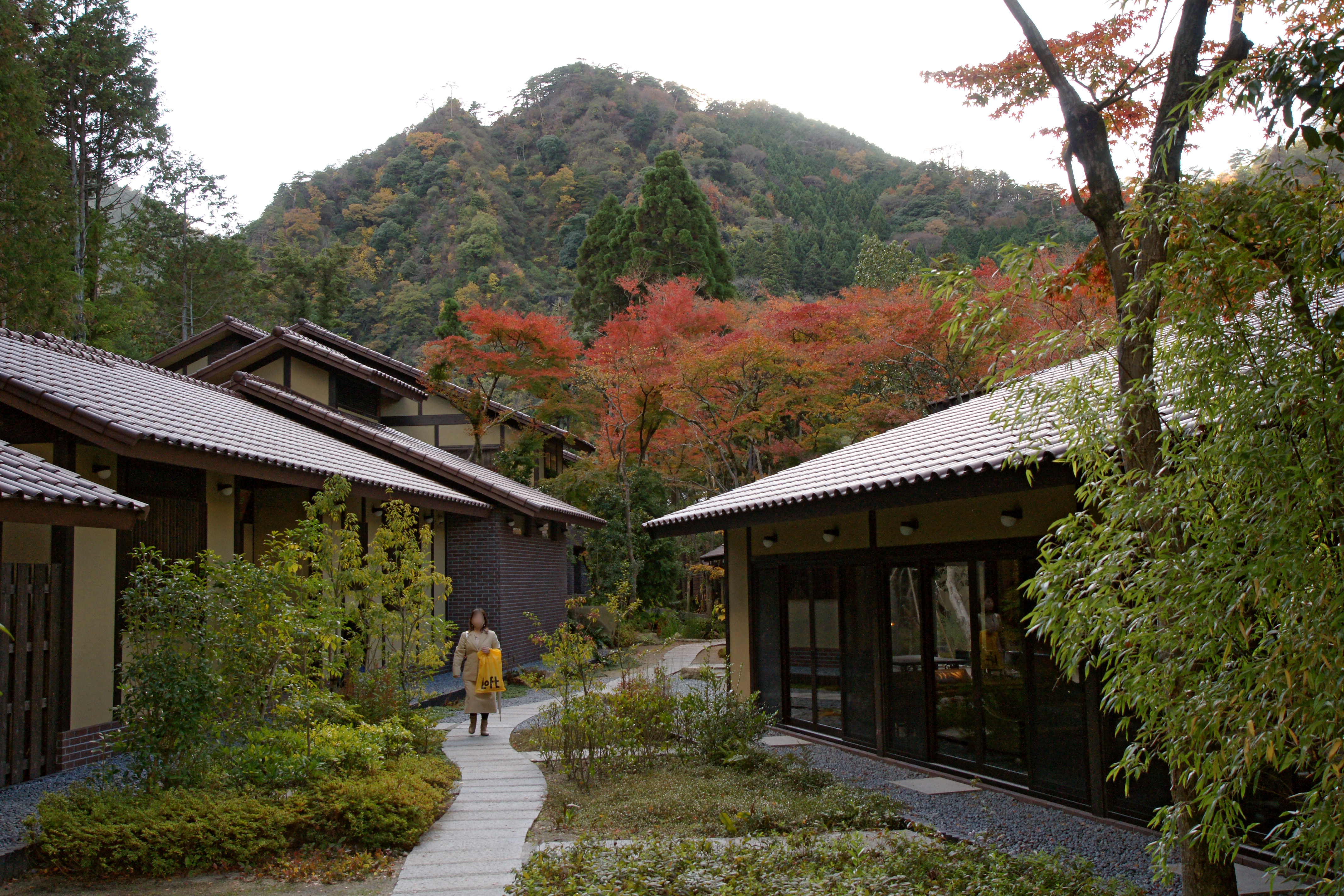
Rjokan (Arima onszen)

## Történet

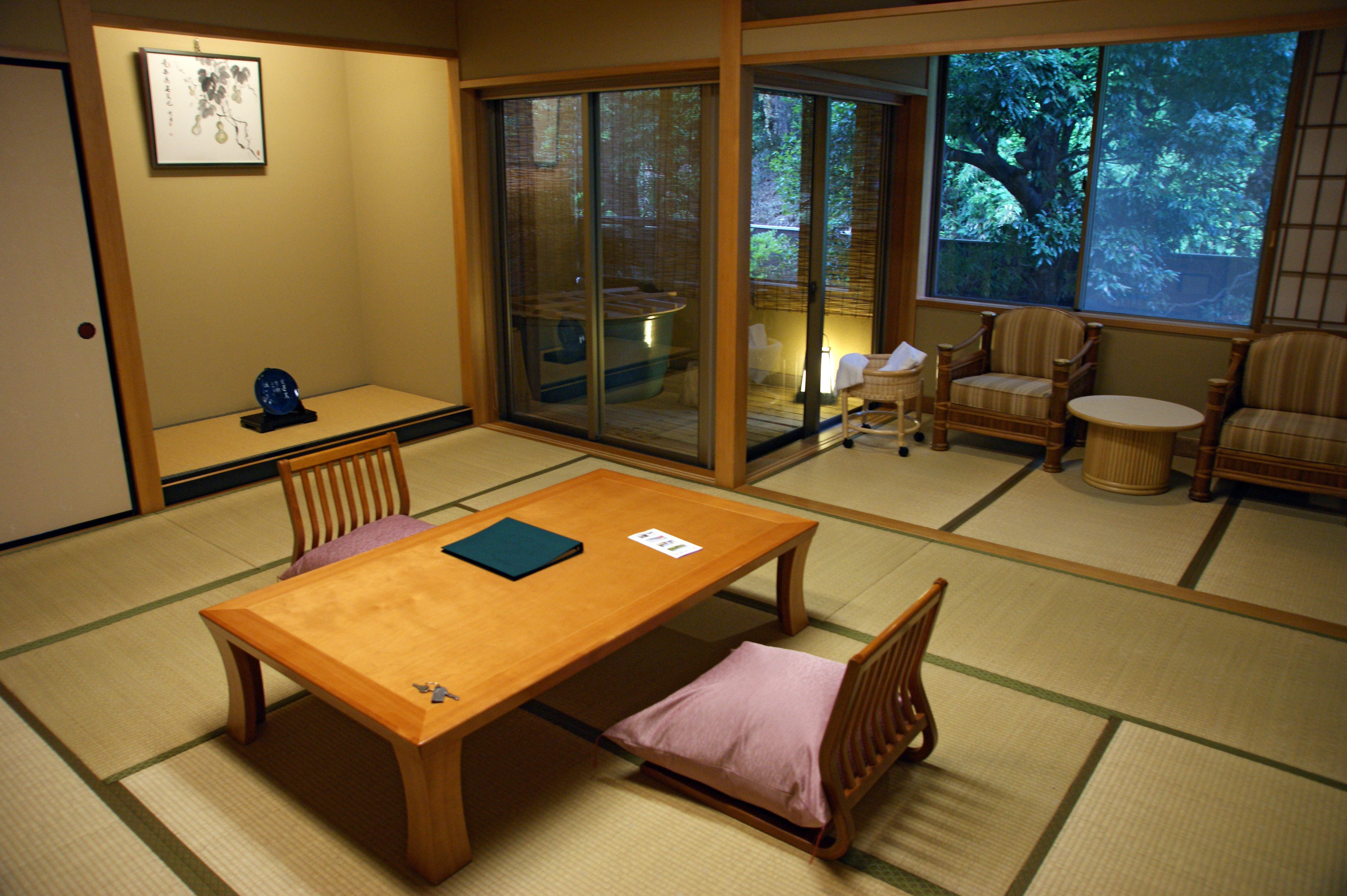
Egy vendégszoba, amihez rotenburo onszen, vagyis nyitott fürdő is jár

Az első olyan hely, mely szállást nyújtott az utazóknak, a Nara-korban (710-784) jött létre. Számtalan éjszakát kellett a szabad ég alatt tölteniük a távoli földekre utazóknak, és sajnos gyakran még azelőtt éhen haltak, mielőtt elérték volna utazási céljukig. Buddhista szerzetesek nyitottak először egy helyet az utazók segítségére, ahol megszállhattak.
Később a Heian-korban (794-1191) több királyi család és előkelő személy tett rendszeres zarándoklatot szentélyekhez és más vallási helyekhez. Ahogy népszerűvé váltak ezek az utak, úgy egyre több templom és helyi méltóság ajánlott fel szálláslehetőséget a zarándokoknak, majd fokozatosan a közemberek előtt is megnyíltak a templomok kapui fizetség fejében.
A Kamakura-korban (1192-1333) megnőtt a Kiotó és Kamakura között ingázó emberek száma, így elkezdtek kialakulni a Kicsin-jadok, vagyis az olcsó vendégházak, ahol ételt ugyan nem szolgáltak fel, de fizetség fejében biztosítottak nekik tűzifát, hogy meg tudják főzni maguknak az ennivalójukat.
Ez a fajta rendszer az Edo-kor végéig érvényben maradt, de már az Edo-kor korai időszakában egyre több rjokan kezdett el ételt is felszolgálni. A politikailag stabil és békés Edo-korban egyre inkább elterjedtek az ételt is nyújtó, Hatagonak nevezett nevezett szálláslehetőség alakult ki.
Az 1868-as Meidzsi-restaurációt követően Japánban is megjelent a vasút, mint újfajta közlekedési lehetőség, melynek hatására a közlekedési mód is nagyban megváltozott, és ezek után számos rjokan nyílt az állomások környékén.
A köves út térhódításával népszerűvé váltak a buszok és az autók, és számos közlekedési mód vált lehetségessé. Az utazás örömteli dologgá vált, mely során ki lehet pihenni a mindennapi munka fáradalmait. Ezáltal a rjokanok szerepe is változott, az vált a fogadók céljává, hogy a megszokott kellemetlenségektől mentes, az otthonnál is pihentetőbb érzést nyújtson a vendégeknek.

## Vendégszobák

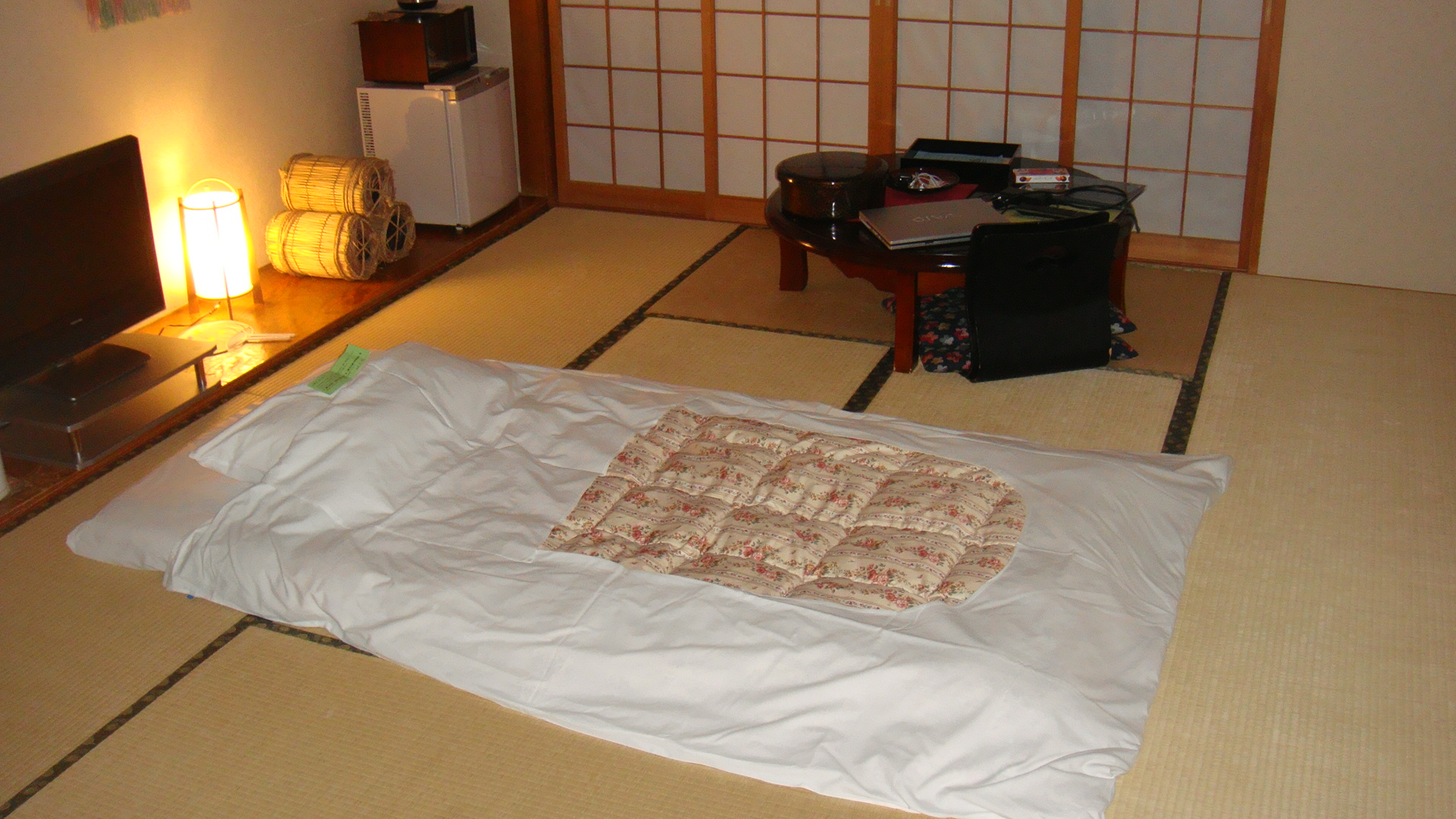
Kiterített futon egy vendégszobában

Az egyik sajátossága a japán rjokanoknak, hogy egy egyszerű vendégszoba egyszerre szolgál nappaliként, étkezőként és hálószobaként.
Ezáltal a vendégeknek nem szükséges az egyik helyiségből a másikba fáradniuk, hanem nyugodtan pihenhetnek a saját szobájukban.
Ebből fakadóan ez az a helyiség, ahol a vendégek a legtöbb idejüket töltik.
Kevés kivételtél eltekintve ezek a vendégszobák tatami borításúak.
A vendéget a fogadóban tartózkodása alatt egy külön az adott szobáért felelős személyzet, a nakai (仲居) személyében, aki rendszerint előre kiszámított időben szolgálja fel az ételt a mottó alapján, miszerint a meleg ételt melegen, a hideg ételt pedig hidegen jó tálalni.
Az étkezést követően amíg a vendég tesz egy rövid esti sétát a kertben, vagy még egyszer megmártózik a fürdőben, addig a nakai eltakarítja az asztalt és kiteríti a futonágyakat a szobában. A legtöbb helyen szoktak vizeskorsót kihelyezni a futon mellé, ha esetleg az éjszaka folyamán rátörne a vendégre a szomjúság. Továbbá andont (papírral borított lámpás) is helyeznek el a vendégnek a tatamin, ami halovány fényt nyújt.

## Étkezés

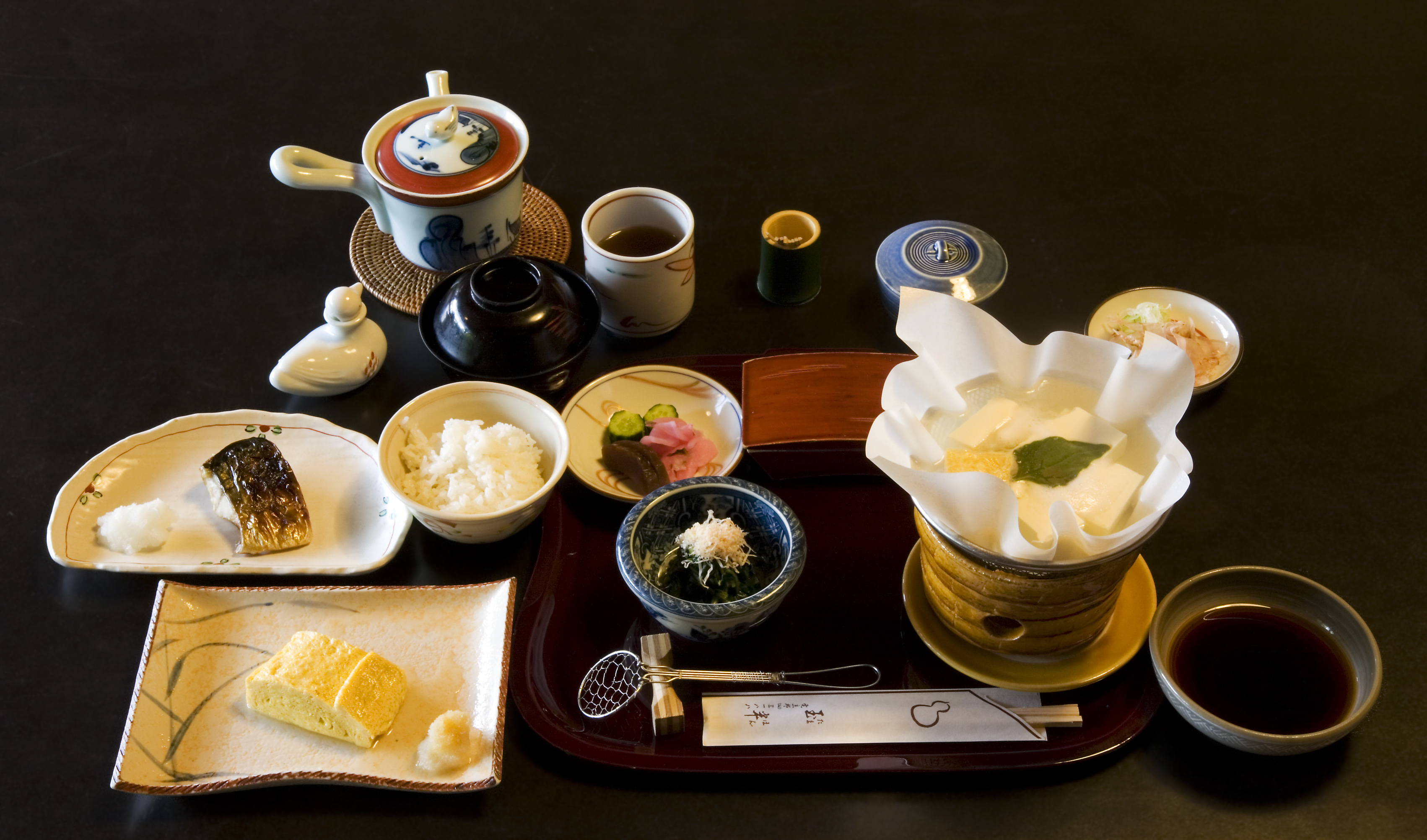
Hagyományos reggeli egy kiotói rjokanban

Azt mondják, hogy a japán kultúra számos területe Japán erősen meghatározott évszakainak kontrasztjából ered. A tradicionális japán konyha is ezen területek közé tartozik, a rjokanokban is mindig azt szolgálják fel, aminek éppen szezonja van, ugyanis a frissesség és a minőség egy nagyon fontos szempont. Mindennek ízletesnek kell lennie, illetve ránézésre is friss és étvágygerjesztő látványt kell nyújtania. Nyáron többnyire hideg ételeket tálalnak, és csak néhány meleget szolgálnak fel még mellé, télen pedig épp ellenkezőleg. A legkiválóbb rjokanokban létezik egy szabály, miszerint tíz perc áll rendelkezésre étkezéskor, mert utána már nem olyan friss az étel, ezért az idő lejártával rögtön el is takarítják.
Vacsora
Az étkezés a vendégszobában zajlik, a szobáért felelős nakai hozza fel az előre meghatározott menüt, tehát nem a vendég rendel magának. Több fogást is tartalmaz a menü, mint például a szasimi, esetleg kagyló, tofu, az adott terület és évszak specialitásai, rizs, tea és gyümölcs. A legkiválóbb fogadókban a nakai szolgálja ki a vendéget az étkezés folyamán, ő önti ki az italt, szolgálja fel a rizst, majd az egész étkezés végén a zöld teát.
Reggeli
A reggeli fürdőből visszatérő vendégeket már a reggeli fogadja a futonágyak helyett. Néhány tipikus étel, amit felszolgálnak egy japán rjokanban elköltött reggeli alatt:
- rizs
- miszoleves
- cukemono (savanyúság)
- sült hal
- tofu
- tojás
- saláta
- zöldségek
- nattó
- tea[11]

A rjokanokban csak reggelit és vacsorát szolgálnak fel. Ha a vendég több napig marad, akkor ebédet valahol máshol fogyaszt, vagy a rjokanban készített magának bentót. A fogadóban meghatározott időben zajlik az étkezés. A reggeli hét és kilenc között, a vacsora pedig hat és nyolc között, a vendégektől pedig elvárják, hogy ehhez alkalmazkodjanak. Természetesen valamennyi kivételről lehet szó, ha az feltétlenül szükséges.
Az utóbbi pár évben néhány japán rjokanban már nem csak tisztán a japán konyha elemeiből tálalnak, hanem nyugati hozzávalókkal is vegyítik.

## A fürdő

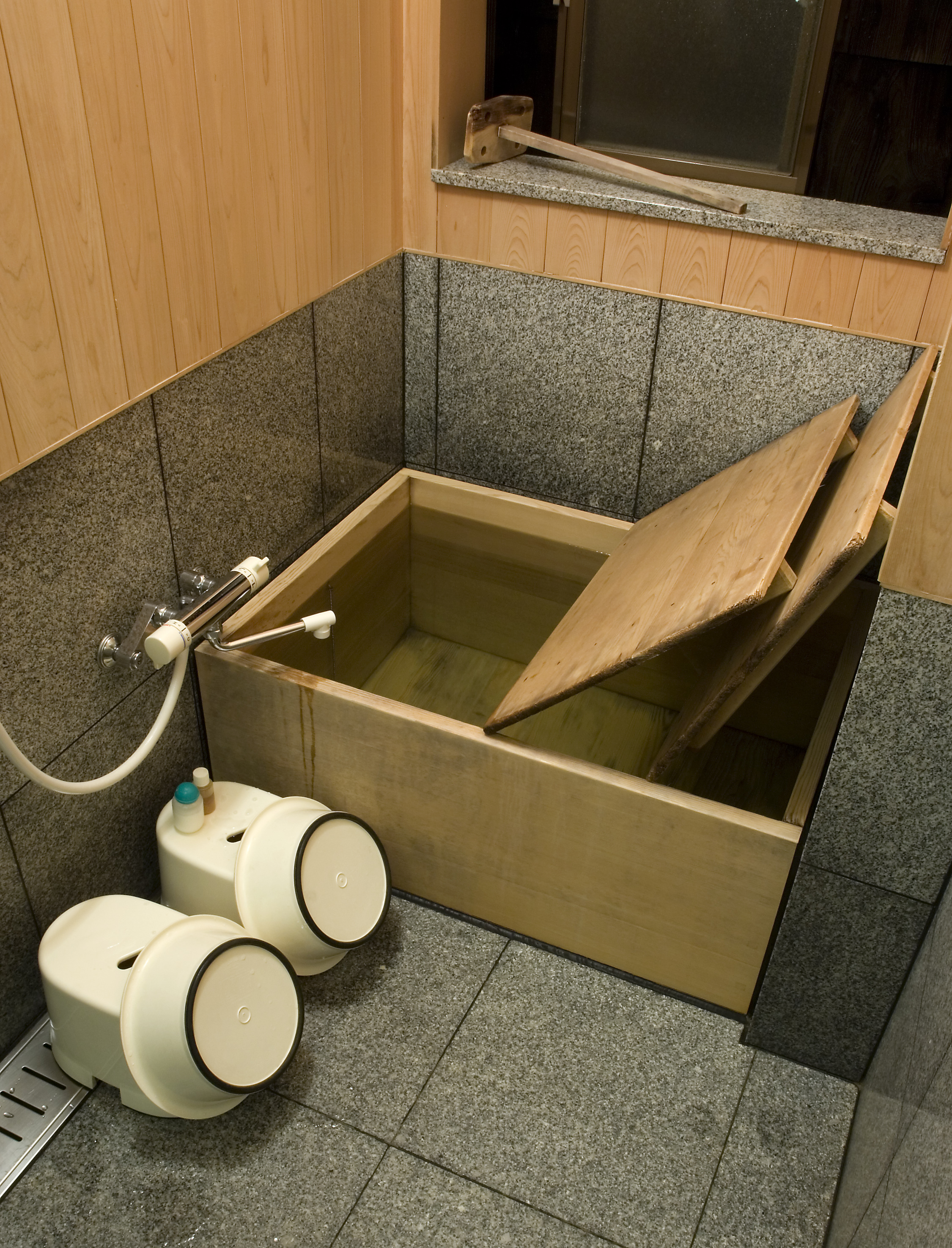
Fürdő a Tamahan rjokanban

A japán fogadók egyik legjobb kikapcsolódást nyújtó helyisége az ofuro, azaz a fürdő. Az adott rjokan méretétől és típusától függően többféle nagyságú is lehet. Sok helyen vannak kis privát fürdők rögtön a vendégszobán kívül, de továbbra is a közös fürdő használata az elterjedt. Továbbá sok szálló rendelkezik rotenburóval, vagyis nyitott fürdővel is, melyben a természet által körülölelve mártózhat meg a vendég.

## Illendő viselkedés egy rjokanban
A rjokanoknak megvannak a saját illemszabályaik, melyek sokszor eltérőek a nyugati hotelekétől.
A vendégszobában
- Nem illik ráülni vagy rálépni a tokonomára, mert ez a szoba legfontosabb része. Továbbá az itt található ikebanát, vázát és egyéb dekorációt se fogdossuk, csak távolról csodáljuk.
- A rjokanokban használt edények nagyon értékesek, ezért vigyázzunk rájuk. Az étkezés befejeztével hagyjuk őket az asztalon, a nakai majd gondoskodik róluk.[13]

A fürdőben
- Finoman mossuk le a testünket forró vízzel, mielőtt belépnénk a közös fürdőbe. Ha nincs csap, akkor használjuk a japánul okenek nevezett vödröt arra, hogy forró vizet szerezzünk a fürdőkádból.
- A közös fürdők öltöző-, és fürdőrészlegre vannak osztva, a ruhánkat és a törülközőnket hagyjuk az öltöző területén.[14]
- A levetett ruhákat rendesen hajtogassuk össze, a fehérneműket pedig gondosan takarjuk el a törülközővel.
- A hosszú hajat illik felkötni, hogy ne lógjon bele a vízbe.
- Nem illendő bevizezni a törülközőnket abból a célból, hogy lemossuk az arcunkat vagy a testünket.
- Tanácsos lépésenként belemerülni a kádba, továbbá nem ajánlott órákon át fürdőzni, illetve étkezés vagy alkoholfogyasztást követően rögtön fürdőt venni. Ha elkezd verejtékezni az arcunk, akkor érdemes egy rövid időre a fürdőkádon kívül pihenni.[15]
- A fürdőkádban csak ázni szokás, nem megfürödni. A tisztálkodást előtte kell elvégeznünk, a végén jól leöblítve magunkat, hogy hab se kerüljön a vízbe, hogy minél több ember élvezhesse a forró vizet.[16]

## Néhány tipikus rjokan
- Tavara-ja (俵屋)
- Szanjó-szó (三養荘)
- Cubaki (海石榴)
- Rjúgúden (龍宮殿)
- Horai (宝来)
- Aszada-ja (浅田屋)
- Beni-ja (紅屋)
- Kaika-tei (開花亭)
- Híragi-ja (柊家)
- Taikan-szó (大観荘)
- Avata-szanszó (粟田山荘)
- Arai rjokan (新井旅館)
- Jagjú-no-só (柳生の庄)
- Nara-ja (奈良屋)[17]

## Rjokannal kapcsolatos sorozatok
- Asita va atasi no kaze ga fuku - 明日はアタシの風が吹く (1989)
- Okami szandai onna no tatakai - おかみ三代女の戦い (1995)
- Onszen e ikó - 温泉へ行こう (1999-2005)
- Oni no kaszumika - 鬼の棲家 (1999)
- Vatasi o rjokan ni curetette - 私を旅館に連れてって (2001)
- Okami ni narimaszu! - 女将になります! (2003)
- Vaka okami va sógakuszei! 若おかみは小学生! (2003)
- Jukemuri wars〜Okami ni narimaszu〜 - 湯けむりウォーズ〜女将になります〜 (2005)
- Aszakusza fukumaru rjokan - 浅草ふくまる旅館 (2007)
- Dondo hare - どんど晴れ (2007)
- Onszen e Go! - 温泉へGo! (2008)
- Hanajome no ren - 花嫁のれん (2010, 2011)
- Hana saku iro va - 花咲くいろは (2011)

## Fordítás
Ez a szócikk részben vagy egészben  a(z)   旅館 című japán Wikipédia-szócikk fordításán alapul.  Az eredeti cikk szerkesztőit annak laptörténete sorolja fel. Ez a jelzés csupán a megfogalmazás eredetét és a szerzői jogokat jelzi, nem szolgál a cikkben szereplő információk forrásmegjelöléseként.